# Ярмакі Христофор Петрович
Христофор Петрович Ярмакі (1951 р.н., с. Свердлове Комінтернівського району Одеської обл.) — український науковець,  доктор юридичних наук, професор, професор кафедри адміністративного права та адміністративного процесу Одеського державного університету внутрішніх справ.

## Життєпис
Народився у 1951 році у  с. Свердлове Комінтернівського району Одеської обл.

### Здобуття вищої освіти
У 1973 році закінчив Одеський державний інститут імені К.Д. Ушинського за спеціальністю «Вчитель фізичної культури».
У 1983 році закінчив Одеський національний університет імені І.І. Мечникова за спеціальністю «Правознавство».

### Служба в органах внутрішніх справ
Службу в органах внутрішніх справ розпочав у 1974 році:   міліціонер  патрульної міліції, дільничний інспектор  міліції, старший дільничний інспектор начальник відділення служби Центрального райвідділу внутрішніх справ м. Одеси.
З 1 березня 1983 року працює в Одеському державному університеті внутрішніх справ, де пройшов шлях від викладача до начальника кафедри. 
З 2010 року професор кафедри адміністративного права та адміністративного процесу Одеського державного університету внутрішніх справ.

## Наукова діяльність
1995 році захистив дисертацію  на здобуття наукового ступеня кандидата юридичних наук за спеціальністю 12.00.07 – адміністративне право і процес, фінансове право; інформаційне право за темою «Паспортно-реєстраційна система України.
У 2007 році захистив дисертацію  на здобуття наукового ступеня доктора юридичних наук за спеціальністю 12.00.07 – адміністративне право і процес, фінансове право; інформаційне право, за темою «Адміністративно-наглядова діяльність міліції».
Вчене звання «професор» присвоєно у 2007 році.
Підготував 14  докторів та кандидатів  юридичних наук та   двох докторів філософії, 5  років очолював спеціалізовану вчену раду Одеського державного університету внутрішніх справ  із захисту докторських дисертаційних робіт, 4 роки був членом ДАК МОН України з експертизи докторських дисертаційних досліджень за закритою тематикою.  Входив до складу спеціалізованих вчених рад із захисту докторських дисертаційних робіт КНУ ім. Тараса Шевченка та Львівського державного університету внутрішніх справ.
З 2020 року  є членом двох спеціалізованих вчених рад Одеського державного університету внутрішніх справ із захисту докторских дисертаційних робіт.
У 2013 році започаткував та організовував проведення в ОДУВС щорічної міжнародної науково-практичної конференції «Стан та перспективи розвитку адміністративного права та процесу в Україні». 
Є Заслуженим юристом України, почесним доцентом Харківського Національного університету внутрішніх справ та почесним професором Одеського державного університету внутрішніх справ.
Є автором понад 190-а наукових, науково-методичних та навчальних видань.

## Нагороди та відзнаки
Почесне звання «Заслужений юрист України» Указ Президента України від 20 жовтня 2008 року.
Знак «Відмінник освіти України» (наказ МОН України від 20 лютого 2012 року № 65-к).
Відзнака МВС України «За відзнаку в службі» І ступеня (наказ МВС України від 22 червня 2004 року. № 700).
Відзнака МВС України «За розвиток науки, техніки та освіти» ІІ ступеня (наказ МВС України від 6 лютого 2005 року № 1100).
Відзнака МВС України «Почесний знак МВС України» (наказ МВС України від 24 лютого 2007року. № 217).
Почесна грамота Голови Одеської обласної державної адміністрації «За вагомі наукові здобутки, значний особистий внесок у розвиток вітчизняної науки, багаторічну плідну працю та з Дня нагоди науки» від 16 травня 2007 року.
Відзнака МВС України «За розвиток науки, техніки та освіти» (наказ МВС України від 22 лютого 2008року).
Відзнака МВС України «За розвиток науки, техніки та освіти» І ступеня (наказ МВС України від 10 травня 2008 року № 852 о/с).
Почесна відзнака Голови Одеської обласної державної адміністрації «За вагомі наукові здобутки, в галузі права, особистий внесок у розвиток вищої юридичної освіти, високу підготовку конкурентоспроможних фахівців у галузі права, впровадження у навчальний процес інноваційних програм, високий професіоналізм та з нагоди Дня юриста». Розпорядження Одеської обласної державної адміністрації від 03 вересня 2009 року. №684.к.  
Почесна грамота Голови  Одеської обласної державної адміністрації «За багаторічну плідну працю, вагомий особистий внесок у розвиток вітчизняної освіти та науки в галузі права, підготовку висококваліфікованих спеціалістів  для органів внутрішніх справ та з нагоди 19-ої річниці Дня міліції  від16 грудня 2010 року.
Почесна грамота Голови Одеської обл. державної адміністрації «За значний особистий внесок у забезпечення розвитку та реформування вітчизняної освіти, зразкове виконання  службових обов’язків, високий професіоналізм та з нагоди Дня юриста» від 2020 року.
Подяка Вченої ради «За безмежну відданість справі, цілеспрямованість і наполегливість у професійній діяльності, здобуту повагу серед колег та здобувачів вищої школи» від 2023 року.
Почесна грамота Голови Одеської обл. державної адміністрації «За значний особистий внесок у забезпечення розвитку та реформування вітчизняної освіти, зразкове виконання службових обов’язків, високий професіоналізм та з нагоди Дня юриста» від 2020 року.
Подяка Вченої ради «За безмежну відданість справі, цілеспрямованність і наполегливість у професійній діяльності, здобуту повагу серед колег та здобувачів вищої школи» від 2023 року.